# Église Saint-Marcellin-et-Saint-Pierre de Braye-en-Thiérache
L'église Saint-Marcellin-et-Saint-Pierre de Braye-en-Thiérache est une église située à Braye-en-Thiérache, en France.

## Description
Dans la chapelle qui s'ouvre à la gauche du visiteur, on lit gravée sur une plaque de marbre noir:
Cy gist

Messire Pierre Lefèvre

cy devant curé de

Nampcelles & Bancigny

5 ans

Puis de Bray 50

décédé le 1 jan. 1772

âgé de 80 ans

Requiescat in pace

Panneaux sculptés

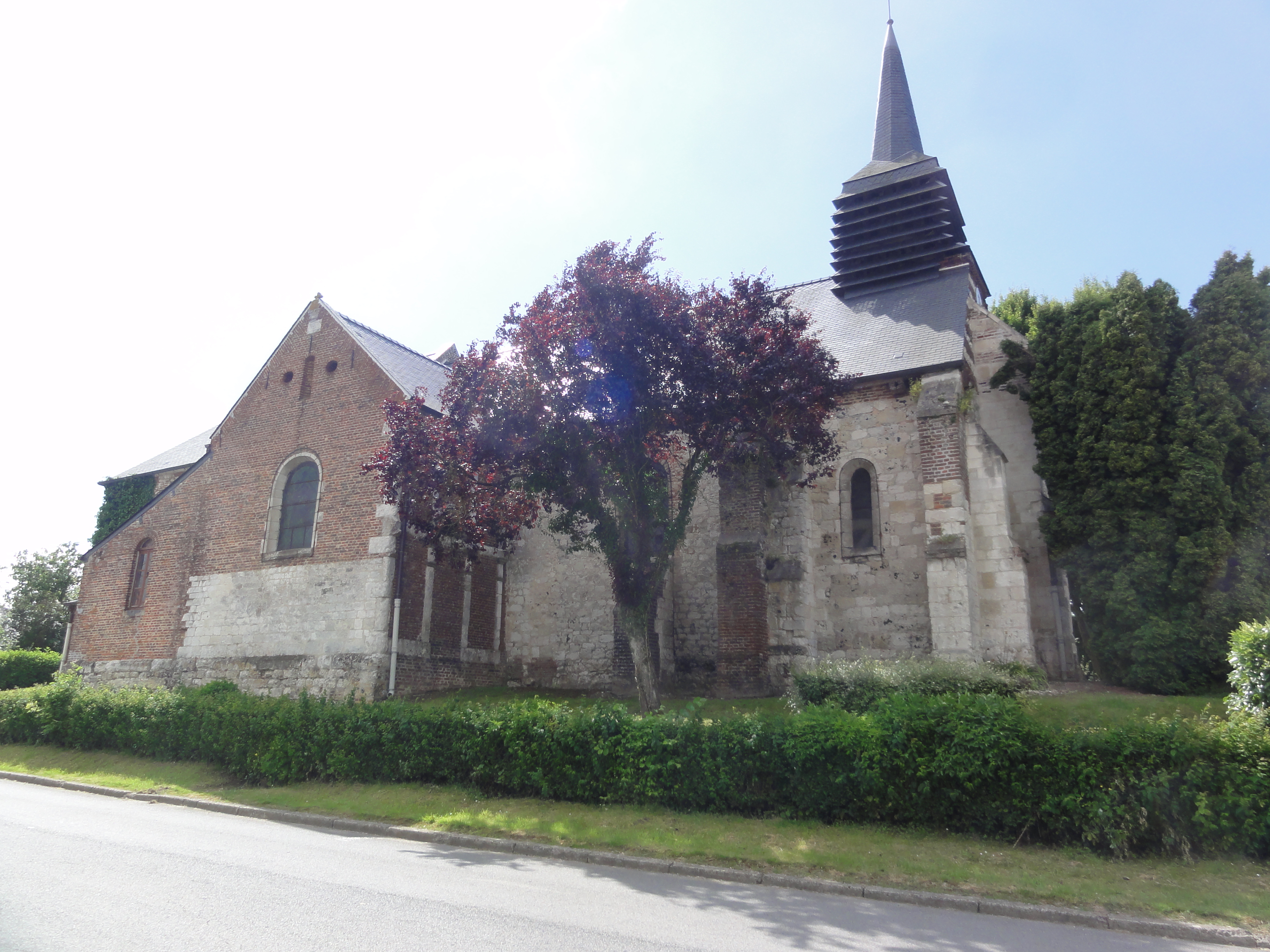
Vue latérale

De chaque côté du grand autel on voit deux panneaux en bois sculptés d'une bonne facture, représentant chacun un personnage taillé en demi-relief jusqu'à la hauteur des genoux. Tous deux sont figurés de face. Ces panneaux oblongs et carrés mesurent un mètre de hauteur sur environ 50 centimètres de largeur. Des fleurons décorent les coins de l'encadrement qui entoure le personnage. Un de ces panneaux figure le Christ drapé dans sa tunique et tenant entre ses mains la boule du monde. L'autre panneau figure un moine dont le capuchon rabattu laisse voir la tête ascétique. Il est en prière, les yeux levés vers le ciel. Entre ses mains jointes, il tient une discipline dont les lanières passent par-dessus son épaule.

## Localisation
L'église est située sur la commune de Braye-en-Thiérache, dans le département de l'Aisne.

## Galerie

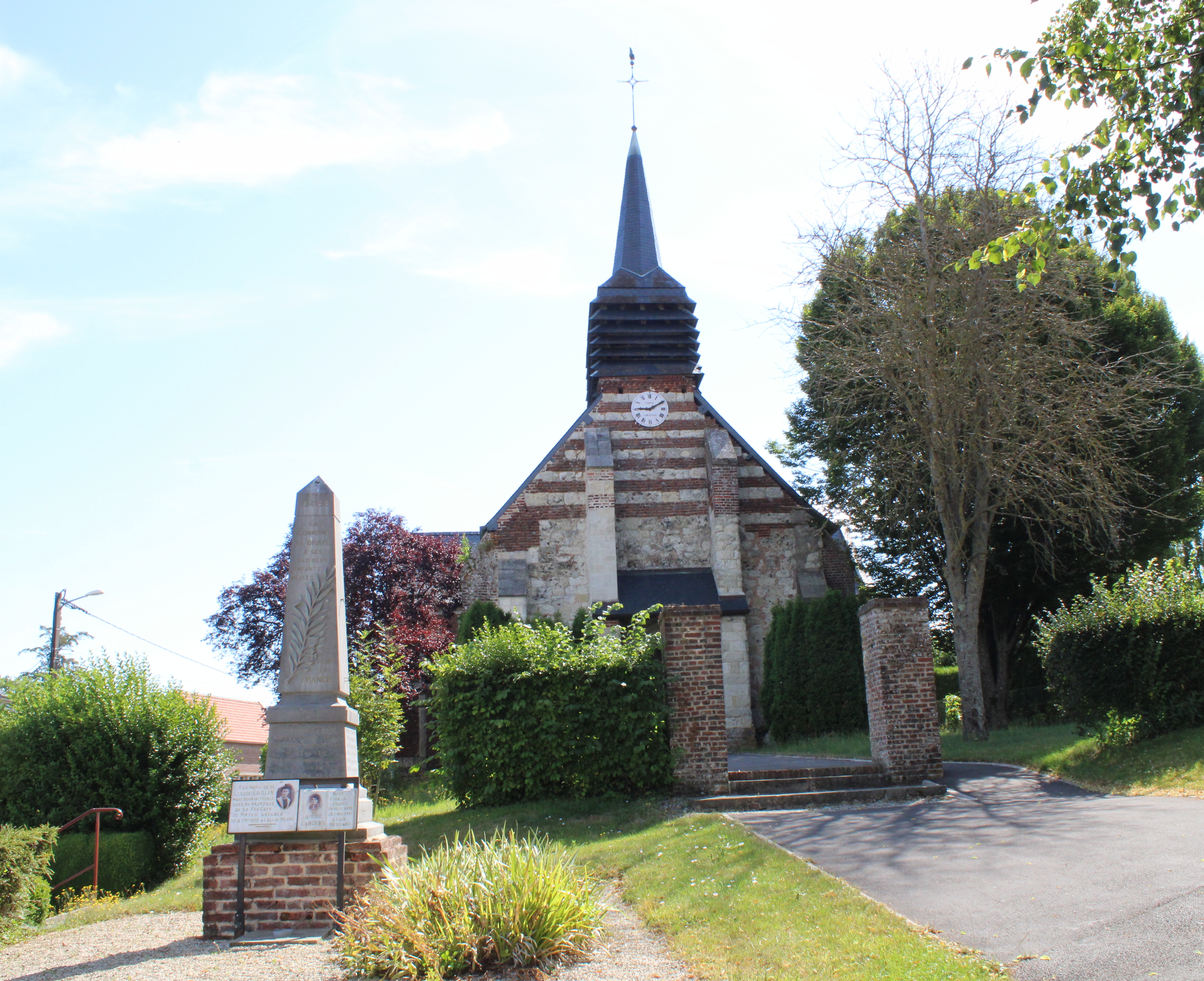
La place de l'église et le monument.
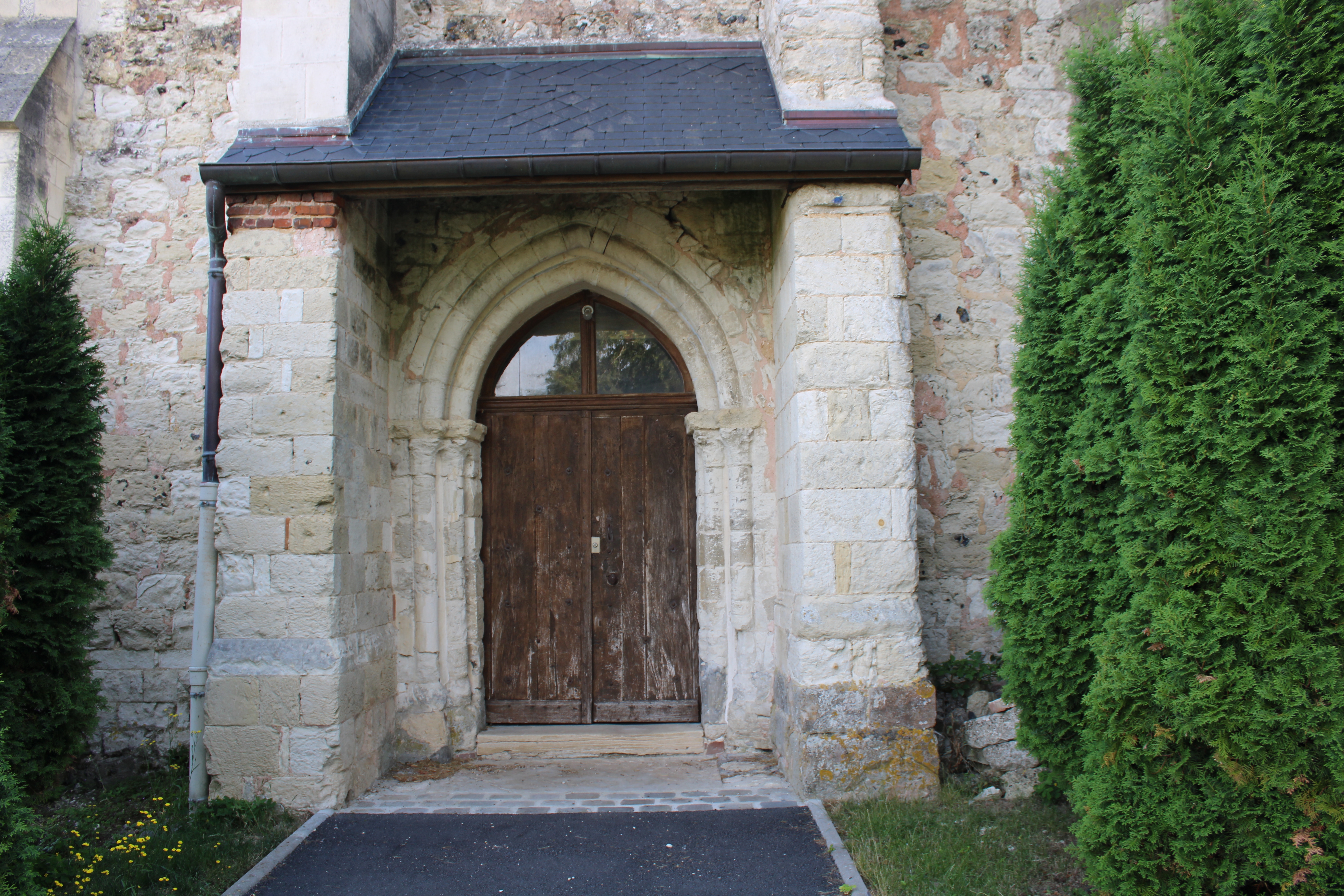
Portail en plein cintre de l'église protégé par un auvent.
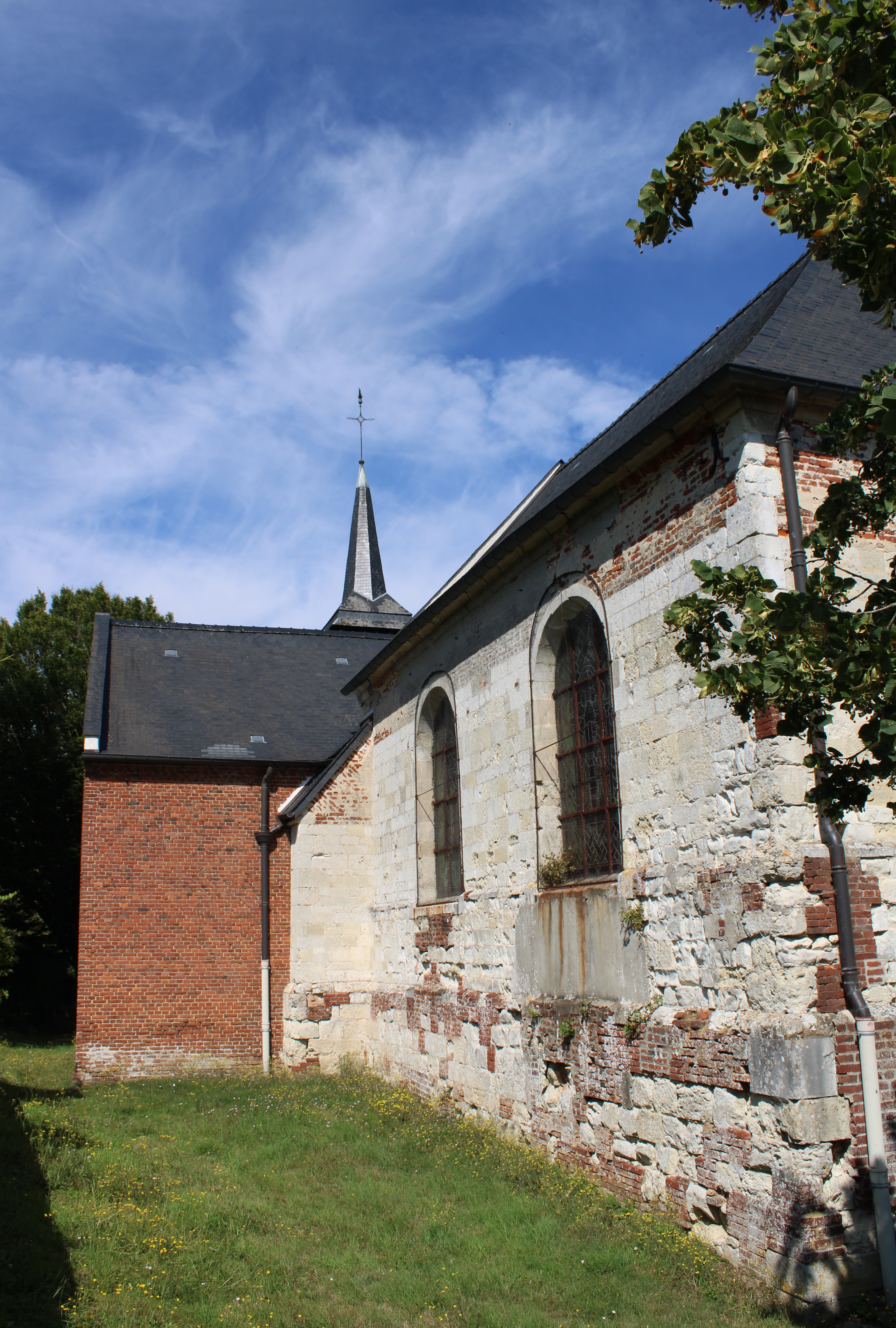
La nef en pierre calcaire.
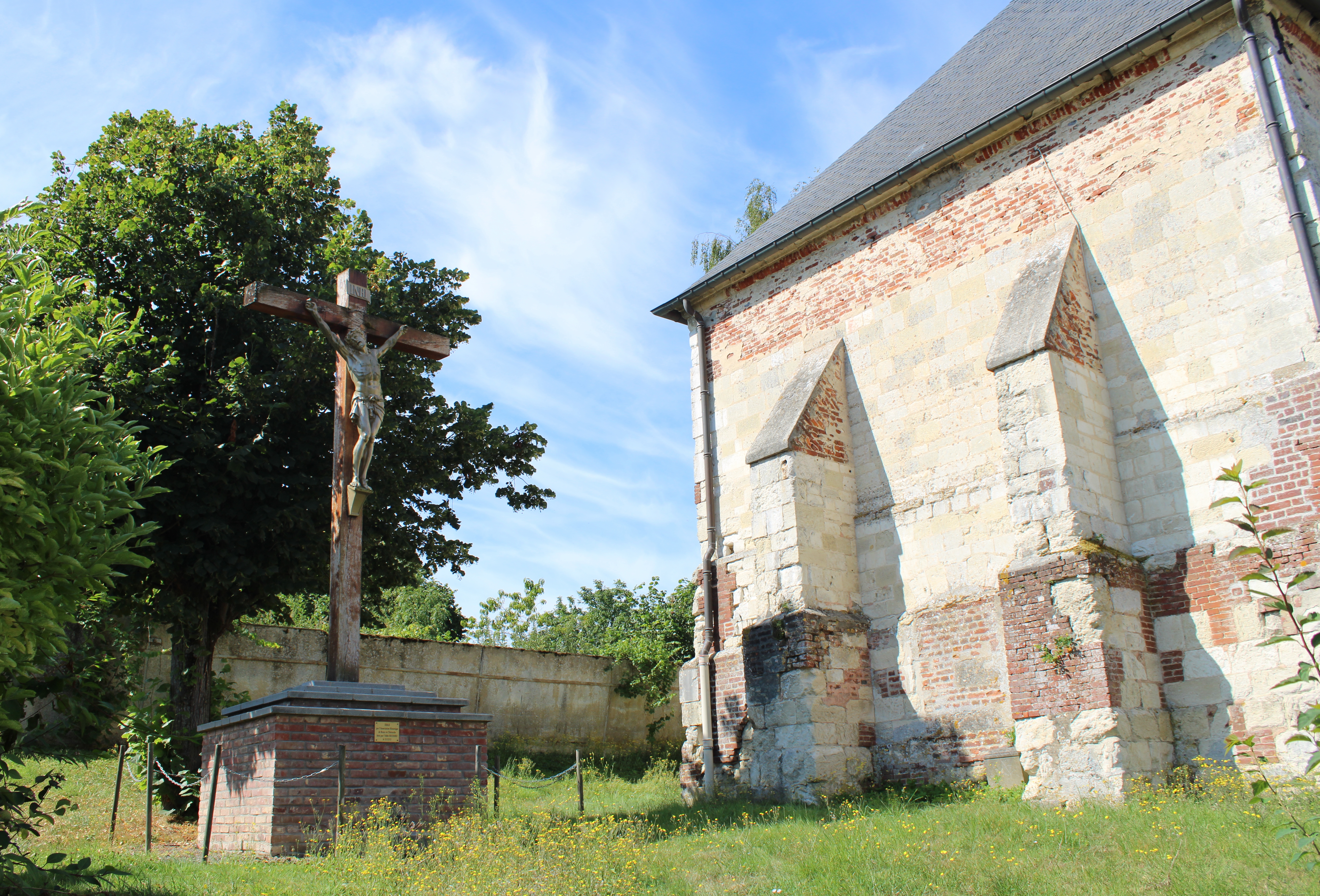
Le chevet.
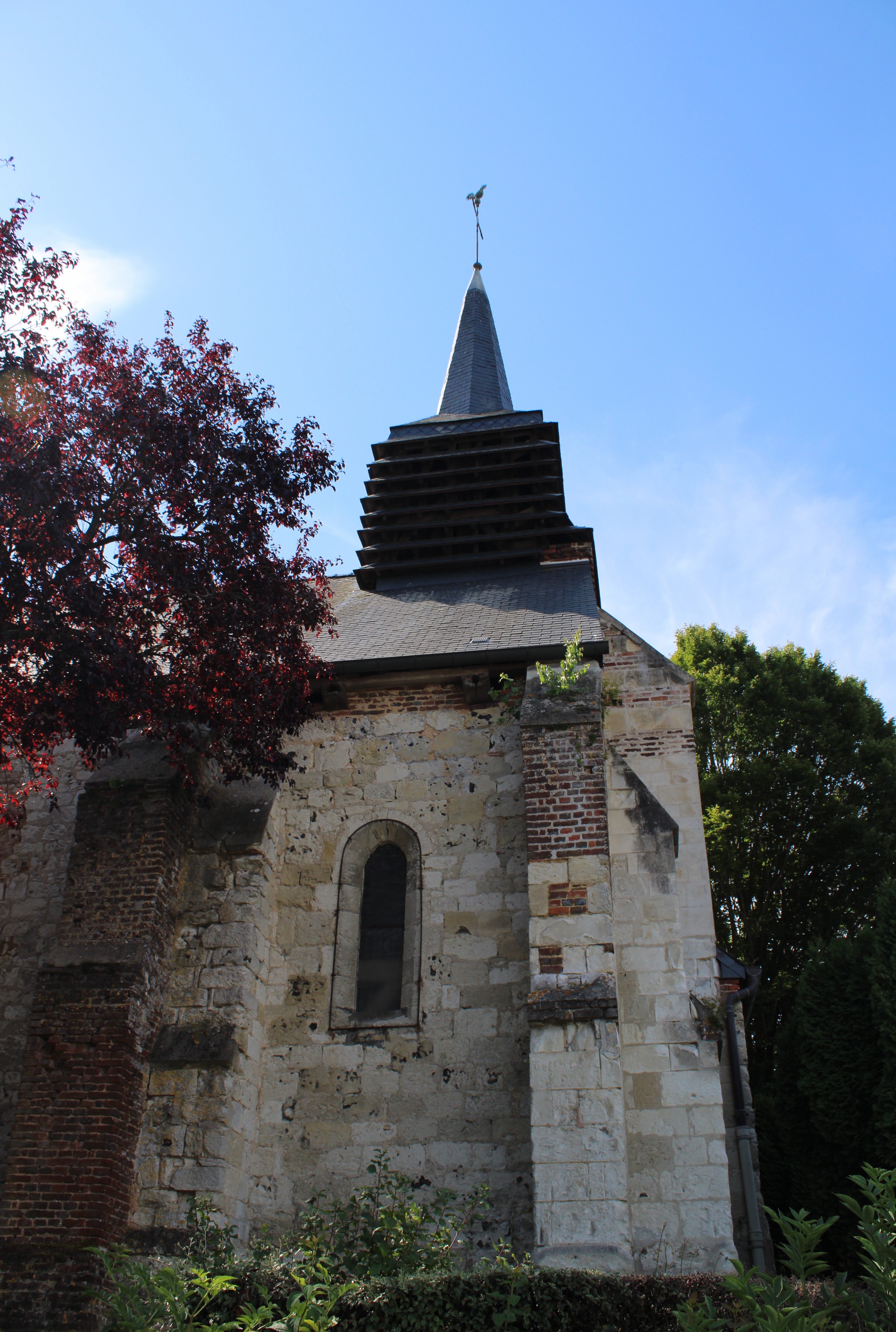